# Nati il 1º marzo
| Questa pagina contiene informazioni ricavate automaticamente dalle voci biografiche con l'ausilio del template Bio e di un bot. L'aggiornamento è periodico e automatico e ricostruisce completamente la pagina. Se manca una persona in questa lista, sei pregato di non aggiungerla, ma accertati piuttosto che la sua voce biografica contenga il template Bio e che i dati anagrafici siano correttamente compilati. Se il template Bio manca, inseriscilo tu stesso o, in alternativa, metti l'avviso {{tmp\|Bio}} che ne segnala la mancanza. Se i dati riportati sono sbagliati, correggi direttamente la voce biografica; le modifiche saranno visibili in questa lista entro pochi giorni. Per chiarimenti vedi il progetto biografie. La lista contiene solo le 1.358 persone che sono citate nell'enciclopedia e per le quali è stato implementato correttamente il template Bio. Pagina aggiornata al 17 ago 2025. |

## VIII secolo(1)
- 757 - Hisham ibn Abd al-Rahman, emiro († 796)

## XII secolo(1)
- 1105 - Alfonso VII di León, sovrano († 1157)

## XIII secolo(2)
- 1253 - Mattia Nazareni, monaca cristiana italiana († 1320)
- 1261 - Hugh le Despenser, I conte di Winchester, conte († 1326)

## XIV secolo(2)
- 1385 - Nicola da Guardiagrele, orafo, scultore e pittore italiano
- 1389 - Antonino Pierozzi, teologo, arcivescovo cattolico e letterato italiano († 1459)

## XV secolo(5)
- 1418 - Domenico Colombo, artigiano e mercante italiano
- 1445 - Sandro Botticelli, pittore italiano († 1510)
- 1456 - Ladislao II di Boemia, re († 1516)
- 1494 - Francesco da Sangallo, scultore italiano († 1576)
- 1494 - Bacchiacca, pittore italiano († 1557)

## XVI secolo(15)
- 1508 - Paolo Aretino, compositore italiano († 1584)
- 1511 - Piero Strozzi, nobile e generale italiano († 1558)
- 1525 - Giulio Cibo, politico († 1548)
- 1534 - Francis Walsingham, politico e diplomatico inglese († 1590)
- 1547 - Rudolph Göckel, umanista e filosofo tedesco († 1628)
- 1552 - Anna di Jülich-Kleve-Berg, principessa († 1632)
- 1554 - William Stafford, nobile e agente segreto inglese († 1612)
- 1567 - Nicolas Bergier, archeologo, storico e avvocato francese († 1623)
- 1573 - Kaspar von Hohenems, politico austriaco († 1640)
- 1574 - Yūki Hideyasu, militare giapponese († 1607)
- 1577 - Richard Weston, I conte di Portland, politico britannico
- 1585 - Jean Caylar d'Anduze de Saint-Bonnet, militare e nobile francese († 1636)
- 1593 - Franz Wilhelm von Wartenberg, cardinale e vescovo cattolico tedesco († 1661)
- 1596 - Federico di Sassonia-Weimar, duca e militare tedesco († 1622)
- 1597 - Jean-Charles della Faille, matematico belga († 1652)

## XVII secolo(21)
- 1611 - John Pell, matematico e linguista inglese († 1685)
- 1612 - Orazio Capuana Yaluna, poeta italiano († 1691)
- 1616 - Maurizio Cazzati, compositore italiano († 1678)
- 1622 - Jan Beerstraaten, pittore olandese († 1666)
- 1624 - Jean Baptiste de La Quintinie, agronomo francese († 1688)
- 1625 - Francesco Marucelli, abate e bibliografo italiano († 1703)
- 1632 - Davide Cocco Palmieri, vescovo cattolico italiano († 1711)
- 1639 - Giacinto Camillo Maradei, vescovo cattolico italiano († 1705)
- 1644 - Simon Foucher, filosofo e abate francese († 1696)
- 1647 - Giovanni de Britto, gesuita e missionario portoghese († 1693)
- 1648 - Giuseppe Del Papa, medico italiano († 1735)
- 1649 - Angela Maria della Concezione, religiosa e scrittrice spagnola († 1690)
- 1653 - Jean-Baptiste-Henri de Valincourt, letterato francese († 1730)
- 1653 - Pacifico da San Severino, religioso, presbitero e santo italiano († 1721)
- 1656 - Angela Maria Caterina d'Este, principessa italiana († 1722)
- 1657 - Miklós Pálffy, militare ungherese († 1732)
- 1683 - Carolina di Brandeburgo-Ansbach, regina († 1737)
- 1686 - Domenico Antonio Thun, vescovo cattolico italiano († 1758)
- 1690 - Silvio Valenti Gonzaga, cardinale, arcivescovo cattolico e collezionista d'arte italiano († 1756)
- 1690 - Vittorio Amedeo I di Savoia-Carignano, principe italiano († 1741)
- 1691 - Domenico Vandelli, scienziato, cartografo e matematico italiano († 1754)

## XVIII secolo(44)
- 1705 - Luigi II Sanseverino, nobile e funzionario italiano († 1772)
- 1706 - Sébastien François Bigot de Morogues, militare francese († 1781)
- 1707 - Pierre-Antoine de La Place, scrittore, drammaturgo e traduttore francese († 1793)
- 1708 - Elia Vincenzo Buzzi, scultore italiano († 1780)
- 1709 - William Bentinck, II duca di Portland, nobile inglese († 1762)
- 1714 - Aleksandr Aleksandrovič Menšikov, nobile e ufficiale russo († 1764)
- 1721 - Juan Crespi, missionario spagnolo († 1782)
- 1727 - Angelo Maria Cortenovis, presbitero e archeologo italiano († 1801)
- 1732 - William Cushing, giudice statunitense († 1810)
- 1735 - Diego Gregorio Cadello, cardinale e arcivescovo cattolico italiano († 1807)
- 1738 - Francesco Moncada Branciforte, nobile, politico e diplomatico italiano († 1798)
- 1742 - Orazio Antonio Cappelli, poeta, politico e diplomatico italiano († 1826)
- 1744 - Charles François Joseph Dugua, generale francese († 1802)
- 1746 - Cesare Majoli, presbitero e naturalista italiano († 1823)
- 1754 - Giuseppe Capocasale, presbitero e filosofo italiano († 1828)
- 1755 - Luigi Mayer, disegnatore e pittore italiano († 1803)
- 1757 - Alexis Boyer, medico, chirurgo e anatomista francese († 1833)
- 1760 - François Buzot, politico e rivoluzionario francese († 1794)
- 1761 - Daniele Francesconi, archeologo, storico e bibliotecario italiano († 1835)
- 1761 - Albert de Thurah, militare e marinaio danese († 1801)
- 1766 - Ernst zu Münster, politico tedesco († 1839)
- 1768 - Pierre Coudrin, presbitero francese († 1837)
- 1769 - François-Séverin Marceau, generale francese († 1796)
- 1770 - Louis-Pierre Montbrun, generale francese († 1812)
- 1773 - Carlo Marin, funzionario e poeta italiano († 1852)
- 1774 - Maddalena di Canossa, religiosa e santa italiana († 1835)
- 1779 - Giuseppe Diotti, pittore italiano († 1846)
- 1780 - Johann von Gott Fröhlich, filologo classico e educatore tedesco († 1849)
- 1781 - Friedrich Rühs, storico tedesco († 1820)
- 1781 - Sophie Schröder, attrice teatrale tedesca († 1868)
- 1785 - Fulgence de Bury, drammaturgo francese († 1845)
- 1786 - Franz von Pillersdorf, politico e diplomatico ceco († 1862)
- 1788 - George Ledwell Taylor, architetto inglese († 1873)
- 1789 - John Ramsay McCulloch, economista scozzese († 1864)
- 1790 - Enrico XIX di Reuss-Greiz, principe († 1836)
- 1791 - Manuel Carpio, poeta, scrittore e filosofo messicano († 1860)
- 1792 - Camillo Piatti, politico italiano († 1883)
- 1794 - William Jenkins Worth, generale statunitense († 1849)
- 1798 - Jean-Baptiste-Joseph Champagnac, scrittore francese († 1858)
- 1798 - Gregorio VI di Costantinopoli, arcivescovo ortodosso greco († 1881)
- 1798 - Maria Clementina d'Asburgo-Lorena, nobile († 1881)
- 1798 - Luisa Federica di Anhalt-Dessau, principessa († 1858)
- 1799 - Jonathan Carl Zenker, naturalista e botanico tedesco († 1837)
- 1800 - Henriette Davidis, scrittrice tedesca († 1876)

## XIX secolo(207)
- 1804 - Franz Hanfstaengl, pittore, litografo e fotografo tedesco († 1877)
- 1805 - Augustus FitzClarence, nobile e religioso inglese († 1854)
- 1806 - Auguste Marceau, marinaio francese († 1851)
- 1806 - John Henry Parker, archeologo, saggista e editore inglese († 1884)
- 1806 - Francesco Stocco, patriota e generale italiano († 1880)
- 1807 - Franz Xaver Fieber, botanico e entomologo tedesco († 1872)
- 1807 - Giovanni Masciaga, collezionista d'arte e filantropo italiano († 1879)
- 1807 - Wilford Woodruff, missionario statunitense († 1898)
- 1807 - Marie Louis Henry de Granet-Lacroix de Chabrières, militare francese († 1859)
- 1808 - Izabela Maria Lubomirska, nobildonna polacca († 1890)
- 1809 - Jules Pierre Bernier De Maligny, generale francese († 1870)
- 1809 - Robert Cornelius, imprenditore e fotografo statunitense († 1893)
- 1809 - Cornelius Kingsland Garrison, politico statunitense († 1885)
- 1810 - Pietro Torrigiani, politico e magistrato italiano († 1885)
- 1812 - Nicolae Crețulescu, politico e medico rumeno († 1900)
- 1812 - Augustus Welby Northmore Pugin, architetto e designer inglese († 1852)
- 1813 - Paolo Pellicano, presbitero e patriota italiano († 1886)
- 1814 - Domenico Genoino, imprenditore e politico italiano († 1869)
- 1814 - Rosendo Salvado, vescovo cattolico, abate e missionario spagnolo († 1900)
- 1815 - Gaetano Ciniselli, circense italiano († 1881)
- 1815 - Benjamin Conley, politico statunitense († 1886)
- 1815 - William Wilde, chirurgo e oculista irlandese († 1876)
- 1816 - Kawatake Mokuami, drammaturgo giapponese († 1893)
- 1817 - Albin Dunajewski, cardinale e vescovo cattolico polacco († 1894)
- 1817 - Giovanni Dupré, scultore italiano († 1882)
- 1817 - Jules Eytel, avvocato e politico svizzero († 1873)
- 1819 - François-Marie-Benjamin Richard, cardinale e arcivescovo cattolico francese († 1908)
- 1819 - Władysław Taczanowski, zoologo, ornitologo e aracnologo polacco († 1890)
- 1819 - Heinrich Adolf von Bardeleben, chirurgo e generale tedesco († 1895)
- 1820 - Rudolf Buchheim, farmacologo tedesco († 1879)
- 1821 - Joseph Hubert Reinkens, teologo e vescovo vetero-cattolico tedesco († 1896)
- 1824 - Donald Stewart, I baronetto, militare britannico († 1900)
- 1825 - Louis Alfred Auguste Briosne, attivista francese († 1873)
- 1825 - Enrico Fossombroni, politico italiano († 1893)
- 1825 - Giuseppe Ghedina, pittore italiano († 1898)
- 1826 - Giovanni Mazzucconi, missionario italiano († 1855)
- 1826 - Francesco Nullo, patriota e militare italiano († 1863)
- 1829 - Luisa di Prussia, principessa prussiana († 1901)
- 1829 - Antonius von Thoma, arcivescovo cattolico tedesco († 1897)
- 1831 - John Thynne, IV marchese di Bath, diplomatico inglese († 1896)
- 1832 - Friedrich Grützmacher, violoncellista tedesco († 1903)
- 1833 - Clemente Marchisio, presbitero italiano († 1903)
- 1834 - Tito Chelazzi, pittore italiano († 1892)
- 1835 - Ebenezer Prout, musicologo, scrittore e insegnante inglese († 1909)
- 1835 - Matthias Joseph Scheeben, scrittore, teologo e mistico tedesco († 1888)
- 1837 - Ion Creangă, scrittore rumeno († 1889)
- 1837 - Georg Ebers, egittologo e romanziere tedesco († 1898)
- 1837 - William Dean Howells, scrittore e critico letterario statunitense († 1920)
- 1838 - Luigi Bruzzano, patriota e scrittore italiano († 1902)
- 1838 - Gabriele dell'Addolorata, religioso e mistico italiano († 1862)
- 1838 - Robert Rößler, poeta tedesco († 1883)
- 1839 - Luigi Pelloux, generale e politico italiano († 1924)
- 1839 - Agostino da Montefeltro, francescano italiano († 1921)
- 1841 - Giuseppe Bonacossa, imprenditore e politico italiano († 1908)
- 1841 - Blanche Bruce, politico statunitense († 1898)
- 1841 - Salvatore Fusco, avvocato e politico italiano († 1906)
- 1841 - Giuseppe Camillo Giordano, botanico italiano († 1901)
- 1841 - Napoleone Leumann, imprenditore e filantropo svizzero († 1930)
- 1841 - Luigi Luzzatti, giurista, economista e banchiere italiano († 1927)
- 1841 - Romualdo Marenco, compositore italiano († 1907)
- 1842 - Jules Dubois, velista francese († 1910)
- 1842 - Nikolaos Gysis, pittore greco († 1901)
- 1842 - Wilhelm Jordan, scienziato tedesco († 1899)
- 1842 - Rafael Guastavino Moreno, architetto spagnolo († 1908)
- 1844 - Leopoldo Franciolini, antiquario e falsario italiano († 1920)
- 1844 - Giulio Rubini, imprenditore e politico italiano († 1917)
- 1846 - Vasilij Vasil'evič Dokučaev, geografo russo († 1903)
- 1846 - Niccolò Giannotta, editore italiano († 1914)
- 1846 - Emil Pfeiffer, medico tedesco († 1921)
- 1846 - Alfred Roll, pittore francese († 1919)
- 1848 - Augustus Saint-Gaudens, scultore statunitense († 1907)
- 1849 - Blanche Monnier, francese († 1913)
- 1850 - Francesco Besucco, italiano († 1864)
- 1850 - Rafaela Porras y Ayllón, religiosa spagnola († 1925)
- 1851 - Jashwant Singh di Bharatpur, principe indiano († 1893)
- 1851 - Francesco Koristka, ottico e imprenditore boemo († 1933)
- 1851 - Arthur Henry Fitzroy Paget, generale, diplomatico e scrittore britannico († 1928)
- 1851 - Edward Ponsonby, VIII conte di Bessborough, storico britannico († 1920)
- 1852 - Théophile Delcassé, politico francese († 1923)
- 1853 - Jean Geoffroy, pittore e illustratore francese († 1924)
- 1854 - Samu Pecz, architetto ungherese († 1922)
- 1855 - Adolfo Apolloni, scultore e politico italiano († 1923)
- 1855 - Camillo Pecci, nobile e militare italiano († 1920)
- 1855 - George Ramsay, allenatore di calcio e calciatore scozzese († 1935)
- 1857 - Mangkunegara VI, sovrano indonesiano († 1916)
- 1858 - Alfonso Cassini, attore italiano († 1921)
- 1858 - Georg Simmel, sociologo e filosofo tedesco († 1918)
- 1859 - Vittorio Guaccimanni, pittore e incisore italiano († 1938)
- 1859 - Frederick Peterson, neurologo e pittore statunitense († 1938)
- 1860 - Gerolamo Emilio Gerini, militare italiano († 1913)
- 1860 - Carlo Pesce, avvocato, storico e poeta italiano († 1943)
- 1863 - Alberto Favara, etnomusicologo e compositore italiano († 1923)
- 1863 - Aleksandr Jakovlevič Golovin, pittore e scenografo russo († 1930)
- 1863 - Alessandro Mattioli Pasqualini, politico, diplomatico e nobile italiano († 1943)
- 1864 - Robert Langton Douglas, storico, critico d'arte e docente inglese († 1951)
- 1865 - Giulia Sacconi Ricci, bibliotecaria italiana († 1938)
- 1866 - Ferruccio Calonghi, latinista e lessicografo italiano († 1945)
- 1866 - Auguste Levêque, pittore, scultore e poeta belga († 1921)
- 1866 - Jacob Schorer, giurista e attivista olandese († 1957)
- 1867 - Giuseppe Gervasini, presbitero italiano († 1941)
- 1867 - Mago Chiò, arrampicatore italiano († 1891)
- 1868 - Sophie Chotek von Chotkowa, nobildonna ceca († 1914)
- 1868 - Achille Paroche, tiratore a segno francese († 1933)
- 1868 - Adolf von Trotha, ammiraglio tedesco († 1940)
- 1868 - Adolfo Wildt, scultore italiano († 1931)
- 1869 - Pietro Canonica, scultore e compositore italiano († 1959)
- 1869 - Oreste Franzi, imprenditore italiano († 1942)
- 1869 - Zaccaria Treves, medico italiano († 1911)
- 1870 - Eugène Michel Antoniadi, astronomo greco († 1944)
- 1870 - Filippo Corsi, politico, patriota e giornalista italiano († 1903)
- 1871 - Oskar Heinroth, biologo tedesco († 1945)
- 1871 - Arthur Surridge Hunt, papirologo e egittologo inglese († 1934)
- 1871 - Ernst Leitz II, imprenditore e ottico tedesco († 1956)
- 1872 - Luigi Marangoni, ingegnere italiano († 1950)
- 1873 - Gaudenzio Manuelli, arcivescovo cattolico italiano († 1941)
- 1874 - Arturo Balestrieri, marciatore, calciatore e dirigente sportivo italiano († 1945)
- 1874 - Arthur Grenfell Wauchope, militare britannico († 1947)
- 1874 - Jens Lind, botanico e micologo danese († 1939)
- 1875 - Wilson Benge, attore inglese († 1955)
- 1875 - Sigurður Eggerz, politico islandese († 1945)
- 1875 - Achille Gaggia, imprenditore e politico italiano († 1953)
- 1876 - Henri de Baillet-Latour, dirigente sportivo belga († 1942)
- 1876 - Elsa di Württemberg, nobile tedesca († 1936)
- 1876 - Camillo Piatti, politico italiano († 1923)
- 1876 - Olga di Württemberg, duchessa tedesca († 1932)
- 1878 - Angelo Cosmano, militare italiano († 1940)
- 1878 - Gabriel Dupont, compositore francese († 1914)
- 1879 - Robert Daniel Carmichael, matematico statunitense († 1967)
- 1879 - Frank Odberg, canottiere belga († 1917)
- 1880 - Gustave Fahy, ginnasta francese († 1967)
- 1880 - Florence Natol, attrice canadese
- 1880 - Vittorio Putti, medico e chirurgo italiano († 1940)
- 1880 - Lytton Strachey, scrittore, critico letterario e saggista britannico († 1932)
- 1880 - Arthur Wear, tennista statunitense († 1918)
- 1881 - Elsa Stralia, soprano australiano († 1945)
- 1882 - Herbert Bamlett, arbitro di calcio e allenatore di calcio inglese († 1941)
- 1882 - Frank Budgen, pittore, scrittore e attivista inglese († 1971)
- 1882 - Hans Mayer Heuberger, calciatore tedesco
- 1883 - Arthur Pasquier, ciclista su strada francese († 1963)
- 1884 - Giovanni Capodivacca, giornalista, commediografo e critico teatrale italiano († 1934)
- 1884 - Erich Cohn, scacchista tedesco († 1918)
- 1884 - José Giralt, calciatore cubano († 1960)
- 1884 - Eugenie Goldstern, etnologa austriaca († 1942)
- 1885 - Lionel Atwill, attore britannico († 1946)
- 1885 - Antonio Bosio, aviatore italiano († 1967)
- 1885 - Jürgen Fehling, regista teatrale tedesco († 1968)
- 1885 - Edward Glover, astista statunitense († 1940)
- 1885 - Douglas Stuart, canottiere britannico († 1969)
- 1886 - Filippo Andrea VI Doria Pamphili, nobile e politico italiano († 1958)
- 1886 - Oskar Kokoschka, pittore e drammaturgo austriaco († 1980)
- 1886 - Marlise Ludwig, attrice teatrale e attrice cinematografica tedesca († 1982)
- 1886 - Nino Springolo, pittore italiano († 1975)
- 1887 - Pavel Vladimirovič Argeev, ufficiale russo († 1922)
- 1887 - Adolf Grohmann, arabista e ebraista austriaco († 1977)
- 1887 - Mario Lomini, pittore italiano († 1948)
- 1887 - Georg-Hans Reinhardt, generale tedesco († 1963)
- 1888 - Oreste Bonomelli, giornalista e politico italiano († 1974)
- 1888 - Antonio Cavoli, missionario italiano († 1972)
- 1888 - Nino Daniele, giornalista italiano († 1967)
- 1888 - Karl Krof, calciatore austriaco († 1977)
- 1888 - Alexei Mateevici, poeta moldavo († 1917)
- 1888 - Eliot Stannard, sceneggiatore inglese († 1944)
- 1888 - Ildebrando Tacconi, storico e critico letterario italiano († 1973)
- 1889 - Wilibald Gurlitt, musicologo tedesco († 1963)
- 1889 - Kanoko Okamoto, scrittrice e poetessa giapponese († 1939)
- 1889 - Einar Vaage, attore norvegese († 1973)
- 1890 - Albano Corneli, politico italiano († 1965)
- 1890 - Johannes Duiker, architetto olandese († 1935)
- 1890 - Heinz Hilpert, attore, regista e direttore teatrale tedesco († 1967)
- 1890 - Viktor Győző Simon Macalik, vescovo cattolico rumeno († 1953)
- 1890 - Benito Quinquela Martín, pittore argentino († 1977)
- 1890 - Carlo Rossi, vescovo cattolico italiano († 1980)
- 1891 - Alfonso Maria dello Spirito Santo, presbitero polacco († 1944)
- 1891 - Enrico Triscornia, dirigente sportivo e calciatore italiano († 1974)
- 1891 - Harald Öhquist, generale finlandese († 1971)
- 1891 - Şehzade Mehmed Cemaleddin, principe ottomano († 1947)
- 1892 - Pierre Abraham, giornalista, saggista e critico letterario francese († 1974)
- 1892 - Ryūnosuke Akutagawa, scrittore e poeta giapponese († 1927)
- 1892 - Attilio Matricardi, generale e aviatore italiano († 1976)
- 1893 - Mercedes de Acosta, poetessa e scrittrice statunitense († 1968)
- 1893 - Giorgio Gandini, ingegnere e architetto italiano († 1963)
- 1893 - Edlef Köppen, militare, scrittore e editore tedesco († 1939)
- 1893 - 'Anaseini Takipō, regina tongana († 1918)
- 1894 - Ugo Costamagna, generale italiano († 1967)
- 1894 - Gabriele Marzano, archeologo e avvocato italiano († 1980)
- 1894 - Hans Orlowski, pittore e incisore tedesco († 1967)
- 1894 - Guido Puccio, giornalista, anglista e scrittore italiano († 1980)
- 1894 - Leonida Schiona, aviatore italiano († 1984)
- 1895 - Marcelle Cahn, artista e pittrice francese († 1981)
- 1895 - Domenico Matteucci, tiratore a segno italiano († 1976)
- 1896 - Dan A. Kimball, politico statunitense († 1970)
- 1896 - Dimitri Mitropoulos, direttore d'orchestra, pianista e compositore greco († 1960)
- 1896 - Harry Winston, gioielliere statunitense († 1978)
- 1897 - Shoghi Effendi († 1957)
- 1898 - Umberto Lilloni, pittore italiano († 1980)
- 1898 - Alberto Liuzzi, generale e calciatore italiano († 1937)
- 1898 - Ingar Pedersen, calciatore norvegese († 1977)
- 1898 - Charlotte Susa, attrice e cantante tedesca († 1976)
- 1899 - Erich von dem Bach-Zelewski, generale e poliziotto tedesco († 1972)
- 1899 - Alfredo Mario Ferreiro, poeta uruguaiano († 1959)
- 1899 - Michael Paulsen, calciatore norvegese († 1968)
- 1899 - Guglielmo Tornabuoni, calciatore e allenatore di calcio italiano († 1966)
- 1899 - Ralf Törngren, politico finlandese († 1961)
- 1900 - Basil Bunting, poeta britannico († 1985)
- 1900 - Eraldo Da Roma, montatore italiano († 1981)
- 1900 - Angelo Righetti, scultore italiano († 1972)
- 1900 - Hans Spatzenegger, militare tedesco († 1947)

## XX secolo(1015)
- 1901 - Guido Frette, architetto italiano († 1984)
- 1901 - Wilhelm Schmalz, generale tedesco († 1983)
- 1902 - Antonio Leopoldo Basso, geografo e antifascista italiano († 1976)
- 1902 - Bill Cockburn, hockeista su ghiaccio canadese († 1975)
- 1902 - Elizza La Porta, attrice rumena († 1997)
- 1902 - Jean Pontremoli, ingegnere, dirigente d'azienda e ufficiale francese († 1940)
- 1903 - Jaap Boot, lunghista e velocista olandese († 1986)
- 1903 - Bohumil Durdis, sollevatore cecoslovacco († 1983)
- 1903 - Gustav Janouch, scrittore e musicista ceco († 1968)
- 1903 - Peggy Pollard, scrittrice britannica († 1996)
- 1904 - Paul Hartman, attore e cantante statunitense († 1973)
- 1904 - Glenn Miller, trombonista, direttore d'orchestra e compositore statunitense († 1944)
- 1904 - Pablo O'Higgins, pittore statunitense († 1983)
- 1904 - Mario Paniconi, architetto e urbanista italiano († 1973)
- 1904 - Antun Saade, politico e filosofo libanese († 1949)
- 1905 - Angelo Bianchi, veterinario e agronomo italiano († 1960)
- 1905 - Guglielmo d'Assia-Philippsthal-Barchfeld, nobile († 1942)
- 1905 - Enrico Pedrotti, fotografo italiano († 1965)
- 1905 - Giovanni Tassoni, antropologo italiano († 2000)
- 1905 - József Turay, calciatore ungherese († 1963)
- 1905 - Álvaro Ribeiro, filosofo portoghese († 1981)
- 1906 - Enrico Bertarelli, militare italiano († 1942)
- 1906 - Fernando Giudicelli, calciatore brasiliano († 1968)
- 1906 - Milutin Ivković, calciatore jugoslavo († 1943)
- 1906 - Hjalmar Karlsson, velista svedese († 1992)
- 1906 - Franz Konrad, militare austriaco († 1952)
- 1906 - Phạm Văn Đồng, politico vietnamita († 2000)
- 1906 - Camilla Spira, attrice tedesca († 1997)
- 1907 - Kurt Adler, direttore d'orchestra, direttore di coro e pianista austriaco († 1977)
- 1907 - Béla Barényi, ingegnere austro-ungarico († 1997)
- 1907 - Detto Dalmastro, partigiano, politico e dirigente d'azienda italiano († 1975)
- 1907 - Walerian Kisieliński, calciatore polacco († 1988)
- 1907 - Leo Lorenzi, pilota motociclistico italiano († 1973)
- 1907 - Antonín Vodička, calciatore cecoslovacco († 1975)
- 1907 - Artico Di Prampero, militare italiano († 1941)
- 1908 - Helmut Bischoff, militare tedesco († 1993)
- 1908 - Alberto Boccianti, scenografo italiano († 2000)
- 1909 - Eugene Esmonde, militare e aviatore inglese († 1942)
- 1909 - Antonio Folco, ciclista su strada italiano († 1983)
- 1909 - Mario Mirabella Roberti, archeologo italiano († 2002)
- 1909 - Lois Moran, attrice statunitense († 1990)
- 1910 - Marcello Barlocco, scrittore e poeta italiano († 1969)
- 1910 - Archer John Porter Martin, biochimico britannico († 2002)
- 1910 - David Niven, attore e scrittore britannico († 1983)
- 1910 - Vittorino Veronese, politico italiano († 1986)
- 1911 - Khaled Abdul-Wahab, imprenditore tunisino († 1997)
- 1911 - Harry Golombek, scacchista e giornalista britannico († 1995)
- 1911 - Rina Ketty, cantante francese († 1996)
- 1911 - Engelmar Unzeitig, presbitero tedesco († 1945)
- 1911 - Frank Wilde, tennista e tennistavolista britannico († 1982)
- 1912 - Giuseppe Anedda, musicista e mandolinista italiano († 1997)
- 1912 - Gerald Emmett Carter, cardinale e arcivescovo cattolico canadese († 2003)
- 1912 - Lino Curci, poeta italiano († 1975)
- 1912 - Mario Frosali, triplista e lunghista italiano († 1971)
- 1912 - Mario Genta, calciatore e allenatore di calcio italiano († 1993)
- 1912 - Kjell Pettersen, calciatore norvegese († 1967)
- 1912 - Alfredo Piacibello, partigiano e militare italiano († 1944)
- 1912 - Joseph Reinhardt, chitarrista belga († 1982)
- 1913 - Slobodan Anđelković, calciatore jugoslavo († 1985)
- 1913 - Nathan Bor, pugile statunitense († 1972)
- 1913 - Giovanna Bortolato, cestista italiana
- 1913 - Helmut Gernsheim, fotografo e storico tedesco († 1995)
- 1913 - Giuseppe Nirta, mafioso italiano († 1995)
- 1913 - Ólafur Jóhannesson, politico islandese († 1984)
- 1913 - Hans Schwartz, calciatore tedesco († 1991)
- 1913 - Max Tosi, poeta italiano († 1988)
- 1914 - Bianca Ambrosetti, ginnasta italiana († 1928)
- 1914 - Sarita Colonia, peruviana († 1940)
- 1914 - Barrett Deems, batterista statunitense († 1998)
- 1914 - Ralph Waldo Ellison, scrittore, saggista e critico musicale statunitense († 1994)
- 1914 - Dario Galli, poeta italiano († 1977)
- 1914 - Viljo Heino, mezzofondista finlandese († 1998)
- 1914 - Mauk Weber, calciatore olandese († 1978)
- 1914 - Athos Zontini, calciatore, velocista e mezzofondista italiano († 1992)
- 1915 - Gustave Choquet, matematico francese († 2006)
- 1915 - Zulfiya, scrittrice sovietica († 1996)
- 1915 - Gianni Leoni, pilota motociclistico italiano († 1951)
- 1915 - Aldo Paone, calciatore italiano
- 1915 - Zerai Deres, traduttore e patriota eritreo († 1945)
- 1916 - Gaetano Costa, partigiano e magistrato italiano († 1980)
- 1916 - Johannes Heinrich Emminghaus, teologo tedesco († 1989)
- 1916 - Krystyna Feldman, attrice polacca († 2007)
- 1916 - Isaac Roberto López, calciatore argentino († 1991)
- 1916 - Kazimierz Jan Majdański, arcivescovo cattolico polacco († 2007)
- 1916 - Georgi Pačedžiev, allenatore di calcio e calciatore bulgaro († 2005)
- 1916 - Ken Wharton, pilota automobilistico inglese († 1957)
- 1917 - Giuseppe Arezzi, calciatore italiano († 1990)
- 1917 - Mario Celso, inventore italiano († 1994)
- 1917 - Ralph J. Gleason, critico musicale, musicologo e saggista statunitense († 1975)
- 1917 - Robert Lowell, poeta statunitense († 1977)
- 1917 - Raymond Rasch, compositore statunitense († 1964)
- 1917 - Fadwa Tuqan, poetessa e saggista palestinese († 2003)
- 1918 - Franz Becker, calciatore tedesco († 1965)
- 1918 - Marie Louise Berneri, anarchica e scrittrice italiana († 1949)
- 1918 - Sabri Ergun, ingegnere chimico turco († 2006)
- 1918 - Else Fischer, ballerina e coreografa svedese († 2006)
- 1918 - Gladys Spellman, politica statunitense († 1988)
- 1918 - Duncan White, ostacolista e velocista singalese († 1998)
- 1918 - Roger Delgado, attore britannico († 1973)
- 1920 - Josef Epp, calciatore e allenatore di calcio austriaco († 1989)
- 1920 - Reg Harris, pistard britannico († 1992)
- 1920 - Simon Ignatius Pimenta, cardinale e arcivescovo cattolico indiano († 2013)
- 1920 - Plutão de Macedo, cestista e allenatore di pallacanestro brasiliano († 2004)
- 1920 - Yvan Quenin, cestista e dirigente sportivo francese († 2009)
- 1921 - Gaby Aghion, stilista francese († 2014)
- 1921 - Achille Ardigò, sociologo e politico italiano († 2008)
- 1921 - Carlotta d'Asburgo-Lorena, duchessa († 1989)
- 1921 - Kenny Baker, trombettista e compositore britannico († 1999)
- 1921 - Jack Clayton, regista inglese († 1995)
- 1921 - Terence Cooke, cardinale e arcivescovo cattolico statunitense († 1983)
- 1921 - Jim Delaney, pesista statunitense († 2012)
- 1921 - Rosendo Hernández, calciatore spagnolo († 2006)
- 1921 - Giuseppe Piromalli, mafioso italiano († 2005)
- 1921 - Giovanni Pramaggiore, calciatore italiano
- 1921 - Richard Wilbur, poeta statunitense († 2017)
- 1921 - Isabella Quarantotti, scrittrice, drammaturga e traduttrice italiana († 2005)
- 1921 - Ferruccio Rossi-Landi, filosofo e semiologo italiano († 1985)
- 1922 - Maria Alfero, velocista italiana († 2001)
- 1922 - Luís Alonso Pérez, allenatore di calcio brasiliano († 1972)
- 1922 - Natalino Di Giannantonio, politico italiano († 2013)
- 1922 - Beppe Fenoglio, partigiano, scrittore e traduttore italiano († 1963)
- 1922 - Michael Flanders, attore, giornalista e scrittore britannico († 1975)
- 1922 - William Gaines, editore statunitense († 1992)
- 1922 - Vittorio Mario Giuliani, partigiano italiano († 1993)
- 1922 - Wolfgang Kusserow, tedesco († 1942)
- 1922 - Giuseppe Enzo Palanti, imprenditore e compositore italiano († 1981)
- 1922 - Luigi Pelliccioli, mezzofondista italiano († 1998)
- 1922 - Yitzhak Rabin, politico e generale israeliano († 1995)
- 1922 - Emilio Rosini, avvocato e politico italiano († 2010)
- 1922 - Fred Scolari, cestista e allenatore di pallacanestro statunitense († 2002)
- 1922 - Giuseppe Taffarel, regista, attore e sceneggiatore italiano († 2012)
- 1923 - Albino Alverà, sciatore alpino e alpinista italiano († 2004)
- 1923 - Emilio Carton, calciatore italiano
- 1923 - Vladimir Natanovič Gel'fand, scrittore ucraino († 1983)
- 1923 - Proferio Grossi, pittore italiano († 2000)
- 1923 - Antonio Ivaldi, calciatore italiano († 1998)
- 1923 - Sergio Stanzani, politico e attivista italiano († 2013)
- 1923 - Luigino Tessaro, calciatore italiano
- 1923 - Bruno Zanettin, geologo e esploratore italiano († 2013)
- 1924 - Elena Cernei, mezzosoprano rumeno († 2000)
- 1924 - Antonio Ferres, scrittore spagnolo († 2020)
- 1924 - Camilla Salvago Raggi, poetessa, scrittrice e traduttrice italiana († 2022)
- 1924 - Donald Slayton, astronauta e aviatore statunitense († 1993)
- 1925 - Zenny de Azevedo, cestista brasiliano († 2001)
- 1925 - Lucine Amara, soprano statunitense († 2024)
- 1925 - Lucien Carr, giornalista statunitense († 2005)
- 1925 - Francesca Del Rio, partigiana italiana († 2008)
- 1925 - Rudolf Leopold, collezionista d'arte austriaco († 2010)
- 1925 - Theodore Levitt, economista tedesco († 2006)
- 1925 - Solomon Marcus, matematico e pedagogista rumeno († 2016)
- 1925 - Keith Harvey Miller, politico statunitense († 2019)
- 1925 - Alexandre do Nascimento, cardinale e arcivescovo cattolico angolano († 2024)
- 1926 - Renato Borsoni, direttore artistico, attore teatrale e regista teatrale italiano († 2017)
- 1926 - Billy Burnett, calciatore inglese († 1988)
- 1926 - Luigi Carzino, calciatore italiano († 2009)
- 1926 - Robert Clary, attore francese († 2022)
- 1926 - Cesare Danova, attore italiano († 1992)
- 1926 - Franco Gaeta, storico italiano († 1984)
- 1926 - Claude Landini, cestista e allenatore di pallacanestro svizzero († 2021)
- 1926 - Jozef Medový, presbitero slovacco († 1999)
- 1926 - Pete Rozelle, dirigente sportivo statunitense († 1996)
- 1926 - Allan Stanley, hockeista su ghiaccio canadese († 2013)
- 1927 - George Ogden Abell, astronomo statunitense († 1983)
- 1927 - Harry Belafonte, cantante, musicista e attore statunitense († 2023)
- 1927 - Adoor Bhasi, attore indiano († 1990)
- 1927 - Robert Bork, avvocato, giurista e magistrato statunitense († 2012)
- 1927 - Rino Formica, politico italiano
- 1927 - Claude Gensac, attrice francese († 2016)
- 1927 - Bill Gunston, scrittore e giornalista britannico († 2013)
- 1927 - Vicente Mondéjar Piccio, generale filippino († 2015)
- 1927 - Henning Schlüter, attore tedesco († 2000)
- 1928 - Robert Dienst, calciatore austriaco († 2000)
- 1928 - Willie Mitchell, trombettista e produttore discografico statunitense († 2010)
- 1928 - Renato Ognibene, politico, partigiano e sindacalista italiano († 2007)
- 1928 - Jacques Rivette, regista e critico cinematografico francese († 2016)
- 1928 - Giovanni Battista Zuddas, pugile italiano († 1996)
- 1929 - Claude Bremond, saggista e semiologo francese († 2021)
- 1929 - Tullio Contiero, presbitero italiano († 2006)
- 1929 - Ismaël Aït Djafer, poeta algerino († 1995)
- 1929 - Peter Feigl, austriaco
- 1929 - Angelo Frontoni, fotografo italiano († 2002)
- 1929 - Luigi Granelli, politico italiano († 1999)
- 1929 - Maurice Kanbar, imprenditore e inventore statunitense († 2022)
- 1929 - Georgi Markov, scrittore bulgaro († 1978)
- 1929 - Nico Naldini, scrittore e poeta italiano († 2020)
- 1929 - Renato Paracchi, attore italiano († 2015)
- 1929 - János Simon, cestista ungherese († 2010)
- 1929 - José Luiz Santos de Azevedo, cestista brasiliano († 1986)
- 1930 - Alberto Aquarone, storico italiano († 1985)
- 1930 - Jean-Pierre Kress, calciatore francese († 2021)
- 1930 - Giuseppe Miotello, pittore italiano († 2002)
- 1930 - Gastone Nencini, ciclista su strada italiano († 1980)
- 1930 - Ted Purdon, calciatore sudafricano († 2007)
- 1930 - Raymond St. Jacques, attore statunitense († 1990)
- 1930 - Gerry Worsell, pallanuotista britannico
- 1931 - Armando Carini, attore italiano († 2014)
- 1931 - Lamberto Dini, politico, economista e banchiere italiano
- 1931 - Tarcisio Fabris, calciatore e allenatore di calcio italiano († 2015)
- 1931 - Donato Lamorte, politico italiano († 2014)
- 1931 - Aluísio Francisco da Luz, calciatore brasiliano († 2020)
- 1931 - Al West, cestista canadese († 2017)
- 1932 - Dick van Geet, scacchista olandese († 2012)
- 1932 - Antonio Pelle, mafioso italiano († 2009)
- 1932 - Luigi Petroselli, politico e giornalista italiano († 1981)
- 1932 - Ken Purpur, statunitense († 2011)
- 1933 - Graham Adams, allenatore di calcio e calciatore inglese († 2020)
- 1933 - Albino Cocco, regista e attore italiano († 2003)
- 1933 - Félicien Kabuga, imprenditore ruandese
- 1933 - Ivan Kolev, allenatore di pallacanestro bulgaro († 2020)
- 1934 - Benito Atzei, carabiniere italiano († 1982)
- 1934 - Ettore Bonfatti Sabbioni, artista e incisore italiano († 1983)
- 1934 - Jean-Michel Folon, illustratore, pittore e scultore belga († 2005)
- 1934 - Abie Grossfeld, ex ginnasta statunitense
- 1934 - Joan Hackett, attrice statunitense († 1983)
- 1934 - Jerrold Northrop Moore, musicologo e saggista statunitense († 2024)
- 1934 - Carlo Regalia, dirigente sportivo, allenatore di calcio e ex calciatore italiano
- 1934 - Achito Vivas, ex calciatore colombiano
- 1935 - Jed Allan, attore e conduttore televisivo statunitense († 2019)
- 1935 - Robert Conrad, attore e regista statunitense († 2020)
- 1935 - George Genereux, tiratore a volo canadese († 1989)
- 1935 - Franco Nucciarone, politico italiano
- 1935 - Ray Radziszewski, ex cestista statunitense
- 1935 - Yola Ramírez, tennista messicana († 2025)
- 1936 - Zarenu Alamango, calciatore maltese († 2019)
- 1936 - Renato Corti, cardinale e vescovo cattolico italiano († 2020)
- 1936 - Paris Dell'Unto, politico italiano
- 1936 - Luigi R. Einaudi, diplomatico e docente statunitense
- 1936 - Leon Gast, regista, sceneggiatore e montatore statunitense († 2021)
- 1936 - Jean-Edern Hallier, scrittore francese († 1997)
- 1936 - Emilio Melón, calciatore argentino († 2010)
- 1936 - Georgina Spelvin, ex attrice pornografica e ballerina statunitense
- 1936 - Ernesto Massimo Verardi, chitarrista e compositore italiano
- 1937 - Giuseppe Ciani, pittore e scrittore italiano
- 1937 - Eugen Doga, compositore moldavo († 2025)
- 1937 - Terry Garvin, wrestler canadese († 1998)
- 1937 - Boris Andreevič Uspenskij, filologo, slavista e mitografo russo
- 1938 - Giovanni De Censi, banchiere e dirigente d'azienda italiano
- 1938 - Tibor Palánkai, economista ungherese
- 1938 - Franco Restaino, storico della filosofia e filosofo italiano
- 1938 - Tufuga Efi, politico samoano
- 1938 - Rafael Valle, cestista portoricano († 2024)
- 1938 - Guido Ziccone, politico e avvocato italiano
- 1938 - Habib al-'Adli, politico e poliziotto egiziano
- 1939 - Adnan Al-Kaissie, wrestler iracheno († 2023)
- 1939 - Roberto Bisacco, attore italiano († 2022)
- 1939 - Leo Brouwer, compositore, chitarrista e direttore d'orchestra cubano
- 1939 - Giuliano Di Bernardo, filosofo italiano
- 1939 - Otto Luttrop, allenatore di calcio e calciatore tedesco († 2017)
- 1939 - Cvetan Todorov, filosofo e saggista bulgaro († 2017)
- 1939 - Joel Wachs, politico statunitense
- 1940 - Jürgen Brecht, ex schermidore tedesco
- 1940 - David Broome, cavaliere britannico
- 1940 - Nuala O'Faolain, scrittrice, giornalista e produttrice televisiva irlandese († 2008)
- 1940 - Gene Perla, bassista e produttore discografico statunitense
- 1940 - Ralph Towner, chitarrista, compositore e polistrumentista statunitense
- 1940 - Brian Waites, golfista britannico († 2025)
- 1941 - László Felkai, pallanuotista e nuotatore ungherese († 2014)
- 1941 - Armand Forcherio, allenatore di calcio e ex calciatore monegasco
- 1941 - Martin H. Greenberg, curatore editoriale statunitense († 2011)
- 1941 - Robert Hass, poeta e traduttore statunitense
- 1941 - Hans Lagerwall, schermidore svedese († 2022)
- 1941 - Stefano Piano, indologo e storico delle religioni italiano
- 1941 - Maaja Ranniku, scacchista estone († 2004)
- 1941 - Warwick Rimmer, allenatore di calcio e ex calciatore inglese
- 1941 - Jeff Slade, cestista statunitense († 2012)
- 1941 - Slobodan Štambuk, vescovo cattolico croato († 2023)
- 1941 - Donnie Walsh, ex cestista, allenatore di pallacanestro e dirigente sportivo statunitense
- 1942 - Abdeljabbar Belgnaoui, cestista marocchino († 2016)
- 1942 - Piero Alberto Capotosti, giurista italiano († 2014)
- 1942 - Paolo Ferrario, allenatore di calcio e ex calciatore italiano
- 1942 - Louis Gerstner, dirigente d'azienda statunitense
- 1942 - Michael Giles, batterista britannico
- 1942 - Josephine Hart, scrittrice, produttrice teatrale e personaggio televisivo irlandese († 2011)
- 1942 - Bernhard Heitz, vescovo vetero-cattolico tedesco
- 1942 - Jörg Jarnut, storico tedesco († 2023)
- 1942 - Kathleen Jordon Gregory, attrice statunitense († 1988)
- 1942 - Miguel Ángel López, calciatore e allenatore di calcio argentino († 2025)
- 1942 - Richard Myers, generale statunitense
- 1942 - Renato Nicolini, architetto, politico e drammaturgo italiano († 2012)
- 1942 - José Nieto, compositore spagnolo
- 1942 - Giuseppe Schiavon, ex canottiere italiano
- 1942 - Roberto Tamagnini, ex tiratore a segno sammarinese
- 1942 - Biagio Tempesta, politico italiano
- 1943 - Gil Amelio, informatico statunitense
- 1943 - Mauro Checcoli, cavaliere, dirigente sportivo e progettista italiano
- 1943 - Willy In 't Ven, ex ciclista su strada belga
- 1943 - José Ángel Iribar, allenatore di calcio, ex calciatore e dirigente sportivo --> spagnolo
- 1943 - Ben Jipcho, mezzofondista e siepista keniota († 2020)
- 1943 - Cha Katō, comico, attore e cantante giapponese
- 1943 - Akinori Nakayama, ginnasta giapponese († 2025)
- 1943 - Claudio Parmiggiani, artista italiano
- 1943 - Marco Parodi, regista italiano († 2019)
- 1943 - Rašid Alievič Sjunjaev, fisico e astronomo russo
- 1943 - Piet Veerman, cantante olandese
- 1943 - Umberto Volpati, calciatore italiano († 2017)
- 1944 - Buddhadeb Bhattacharjee, politico indiano († 2024)
- 1944 - Claudio Bondì, scrittore, sceneggiatore e regista cinematografico italiano
- 1944 - John Breaux, politico statunitense
- 1944 - Gianfranco Bullo, attore, regista cinematografico e scrittore italiano
- 1944 - Henri Courseaux, attore, doppiatore e cantante francese
- 1944 - Colin Crouch, sociologo e politologo britannico
- 1944 - Roger Daltrey, cantante, attore e chitarrista britannico
- 1944 - Roberto Gasparroni, ex calciatore italiano
- 1944 - Víctor Hernández Jara, cestista uruguaiano († 2014)
- 1944 - Walther Jervolino, pittore e incisore italiano († 2012)
- 1944 - John Kanzius, ingegnere statunitense († 2009)
- 1944 - John Napier, scenografo e costumista britannico
- 1944 - Tróndur Patursson, pittore e scultore danese
- 1945 - Dirk Benedict, attore statunitense
- 1945 - Burning Spear, cantante giamaicano
- 1945 - Gianfranco De Bernardi, ex calciatore italiano
- 1945 - Bianca Maria Fiorillo, politica italiana († 2021)
- 1945 - Sergio Pellizzaro, ex calciatore italiano
- 1945 - Eva Petrovičová, cestista cecoslovacca († 1997)
- 1945 - Mar"jan Plachetko, calciatore sovietico († 2020)
- 1945 - Tom Segev, scrittore, giornalista e storico israeliano
- 1945 - Fidel Uriarte, allenatore di calcio e calciatore spagnolo († 2016)
- 1945 - Wilfried Van Moer, calciatore belga († 2021)
- 1945 - Fernando Vérgez Alzaga, cardinale e arcivescovo cattolico spagnolo
- 1946 - Tony Ashton, cantante britannico († 2001)
- 1946 - Elvin Bethea, ex giocatore di football americano statunitense
- 1946 - Blagoje Bratić, calciatore jugoslavo († 2008)
- 1946 - Jim Crace, scrittore inglese
- 1946 - Jan Kodeš, ex tennista cecoslovacco
- 1946 - Barbara Lory, cantante e attrice italiana
- 1946 - Ed Lukowich, giocatore di curling canadese
- 1946 - László Pusztai, calciatore ungherese († 1987)
- 1946 - Lana Wood, attrice e produttrice televisiva statunitense
- 1947 - Jacques Carette, ex velocista francese
- 1947 - Norman Connors, batterista, arrangiatore e compositore statunitense
- 1947 - Totīs Fylakourīs, ex calciatore greco
- 1947 - Franca Gonella, attrice italiana
- 1947 - Leonard Mann, attore statunitense
- 1947 - Giusto Picone, latinista italiano
- 1947 - Alan Thicke, attore, conduttore televisivo e cantautore canadese († 2016)
- 1947 - Hildegarde Vermeire, ex cestista belga
- 1948 - Hamlet İsaxanlı, matematico e poeta azero
- 1948 - Karl Johnson, attore britannico
- 1948 - Alfio Krancic, disegnatore italiano
- 1948 - Antonio Serena, politico e saggista italiano
- 1948 - Mauro Vannucchi, ex ciclista su strada italiano
- 1949 - Daniela Brancati, giornalista e scrittrice italiana
- 1949 - Zoia Ceaușescu, matematica rumena († 2006)
- 1949 - George Connelly, ex calciatore scozzese
- 1949 - Amedeo Crippa, dirigente sportivo, allenatore di calcio e ex calciatore italiano
- 1949 - Martin Disler, pittore, scultore e poeta svizzero († 1996)
- 1949 - Giuseppe Fini, politico italiano
- 1949 - Lamberto Giorgi, conduttore radiofonico e conduttore televisivo italiano
- 1949 - Francesco Kunderfranco, ex cestista italiano
- 1949 - Soulīs Markopoulos, allenatore di pallacanestro e ex cestista greco
- 1949 - Tom Mason, attore statunitense
- 1949 - Howard Owen, scrittore statunitense
- 1950 - Rosalba Cesini, politica italiana
- 1950 - Jan Dekker, ex cestista olandese
- 1950 - Connie Eaton, cantante statunitense († 1999)
- 1950 - Edward M. Gabriel, diplomatico statunitense
- 1950 - Ali Kemal Denizci, ex calciatore turco
- 1950 - Angelito Rendon Lampon, arcivescovo cattolico filippino
- 1950 - Willie Long, ex cestista statunitense
- 1950 - Dave Marsh, critico musicale statunitense
- 1950 - Nick Mike-Mayer, ex calciatore e ex giocatore di football americano italiano
- 1950 - Phil Alden Robinson, regista e sceneggiatore statunitense
- 1950 - Ðuro Savinović, pallanuotista jugoslavo († 2021)
- 1950 - Giuseppe Valarioti, politico e attivista italiano († 1980)
- 1951 - Deb Fischer, politica statunitense
- 1951 - Birger Jensen, calciatore danese († 2023)
- 1951 - Jurij Lebedev, ex hockeista su ghiaccio sovietico
- 1951 - Antonio Muñoz, ex tennista spagnolo
- 1951 - Scott Ross, clavicembalista e organista statunitense († 1989)
- 1951 - Zdeněk Rygel, ex calciatore cecoslovacco
- 1951 - Elliott Sharp, compositore e polistrumentista statunitense
- 1951 - Kikuo Wada, lottatore giapponese († 2025)
- 1952 - Nevada Barr, scrittrice statunitense
- 1952 - Michele Galati, brigatista italiano († 2019)
- 1952 - Martin O'Neill, ex calciatore e allenatore di calcio nordirlandese
- 1952 - Brian Winters, ex cestista e allenatore di pallacanestro statunitense
- 1953 - Loris Benelli, ex cestista italiano
- 1953 - Ivano Comi, scrittore italiano († 2018)
- 1953 - Rolf Danneberg, ex discobolo tedesco
- 1953 - Kamal Abu Eita, sindacalista e politico egiziano
- 1953 - Yōko Kamikawa, politica giapponese
- 1953 - M. K. Stalin, politico indiano
- 1953 - Ilona Koutny, esperantista ungherese
- 1953 - Elena e Michela Martignoni, scrittrice italiana
- 1953 - Marilde Provera, politica italiana
- 1953 - Carlos Queiroz, allenatore di calcio portoghese
- 1953 - Heinz Stettler, bobbista svizzero († 2006)
- 1953 - Luther Strange, politico statunitense
- 1953 - Doru-Viorel Ursu, politico, magistrato e avvocato rumeno († 2024)
- 1953 - Chuck Zito, attore statunitense
- 1954 - Luisella Albanella, politica e sindacalista italiana
- 1954 - Catherine Bach, attrice statunitense
- 1954 - Gerard Conlon, attivista nordirlandese († 2014)
- 1954 - Eric Ewazen, compositore e docente statunitense
- 1954 - Ron Howard, regista, produttore cinematografico e attore statunitense
- 1954 - Lorraine Hunt Lieberson, mezzosoprano statunitense († 2006)
- 1954 - Monika Pflug, ex pattinatrice di velocità su ghiaccio tedesca
- 1954 - Minervino Pietra, allenatore di calcio e calciatore portoghese († 2024)
- 1954 - Emma Scaunich, ex maratoneta italiana
- 1954 - Betti Zambruno, cantante italiana († 2022)
- 1955 - Enzo Avitabile, cantautore, compositore e sassofonista italiano
- 1955 - Carlo Briani, attore e produttore televisivo italiano
- 1955 - Claudio Corti, ex ciclista su strada e dirigente sportivo italiano
- 1955 - Gennaro Duccilli, attore, regista e drammaturgo italiano
- 1955 - Alexander Duda, attore e doppiatore tedesco
- 1955 - Georg Fluckinger, ex slittinista austriaco
- 1955 - Gene Gnocchi, comico, cabarettista e conduttore televisivo italiano
- 1955 - Varouj Gurunlian, ex cestista canadese
- 1955 - Erwin Josi, ex sciatore alpino svizzero
- 1955 - Maria Carmela Lanzetta, politica italiana
- 1955 - Don Latimer, ex giocatore di football americano statunitense
- 1955 - Timothy Laurence, ammiraglio britannico
- 1955 - Denis Mukwege, medico e attivista congolese (Repubblica Democratica del Congo)
- 1955 - John Olive, ex cestista e allenatore di pallacanestro statunitense
- 1955 - Matthew Rolston, fotografo statunitense
- 1955 - Clara Sánchez, scrittrice e docente spagnola
- 1955 - Mike Tenay, commentatore televisivo statunitense
- 1956 - Franco Anselmi, terrorista italiano († 1978)
- 1956 - Annarosa Buttarelli, filosofa italiana
- 1956 - Tim Daly, attore, doppiatore e produttore cinematografico statunitense
- 1956 - Dalia Grybauskaitė, politica lituana
- 1956 - Mandy Niklaus, ex schermitrice tedesca
- 1956 - Mark Todd, cavaliere neozelandese
- 1956 - Jan Van der Roost, compositore belga
- 1956 - Ken'ichi Yajima, attore giapponese
- 1957 - Sylvia Löhrmann, politica tedesca
- 1957 - Rustam Minnichanov, politico russo
- 1958 - Ludwig Fainberg, mafioso israeliano
- 1958 - Debbie Halvorson, politica statunitense
- 1958 - Katerina Jacob, attrice e doppiatrice tedesca
- 1958 - Nik Kershaw, cantautore, chitarrista e compositore britannico
- 1958 - Gerhard Kleppinger, ex calciatore e allenatore di calcio tedesco
- 1958 - Viviane Labille, ex cestista francese
- 1958 - Bertrand Piccard, aviatore e psichiatra svizzero
- 1958 - Maria Gabriella Pinto, politica italiana
- 1958 - Wally Rank, ex cestista statunitense
- 1958 - Manou Scheitler, calciatore lussemburghese († 2025)
- 1958 - Andreas Staurou, ex calciatore cipriota
- 1958 - Traian Ungureanu, giornalista e politico rumeno
- 1958 - Piroska Váczi, ex cestista ungherese
- 1958 - Elena Vajcechovskaja, tuffatrice sovietica
- 1958 - David Verser, ex giocatore di football americano statunitense
- 1959 - Erick Benzi, musicista, cantautore e produttore discografico francese
- 1959 - Chris Engler, ex cestista statunitense
- 1959 - Nick Griffin, politico britannico
- 1959 - Laura Karpman, compositrice statunitense
- 1959 - Richard Lowenstein, regista e sceneggiatore australiano
- 1959 - Diamantō Manōlakou, politica greca
- 1959 - Ángel Jesús Mejías, ex calciatore spagnolo
- 1959 - Jukka Rauhala, ex lottatore finlandese
- 1960 - Róbert Bezák, arcivescovo cattolico slovacco
- 1960 - Roberto Ciufoli, comico e attore italiano
- 1960 - Fabrizio Giannini, dirigente d'azienda e produttore discografico italiano
- 1960 - Kim Hak-bum, allenatore di calcio e ex calciatore sudcoreano
- 1960 - Stefan Janev, generale e politico bulgaro
- 1960 - Mauro Malaguti, politico e giornalista italiano
- 1960 - Sheikh Abdul Qayum, islamista britannico
- 1960 - Soe Win, generale e politico birmano
- 1960 - Butch Woolfolk, ex giocatore di football americano statunitense
- 1961 - Mehmed Bečirovič, allenatore di pallacanestro sloveno
- 1961 - David Cantero, giornalista e scrittore spagnolo
- 1961 - Michelino Davico, politico italiano
- 1961 - Kōichi Hashiratani, ex calciatore giapponese
- 1961 - Ralph Keyes, ex rugbista a 15 e giornalista irlandese
- 1961 - Greg Olson, allenatore di football americano statunitense
- 1961 - Mike Rozier, ex giocatore di football americano statunitense
- 1961 - Michael Sundin, conduttore televisivo, attore e ballerino britannico († 1989)
- 1961 - Suat Sungur, attore turco
- 1962 - Russell Coutts, velista neozelandese
- 1962 - Dimo Kostov, ex cestista bulgaro
- 1962 - Martin Modéus, arcivescovo luterano svedese
- 1962 - Christine Mayn, attrice italiana
- 1962 - Ingo Naujoks, attore tedesco
- 1962 - Heli Toikka, ex cestista finlandese
- 1962 - Kevin Tsai, scrittore e conduttore televisivo taiwanese
- 1962 - Stéphane Valeri, politico monegasco
- 1962 - Francesca Zaccariotto, politica italiana
- 1963 - Camilo Acosta, ex cestista uruguaiano
- 1963 - Rob Affuso, batterista statunitense
- 1963 - Thomas Anders, cantante, compositore e produttore discografico tedesco
- 1963 - Bryan Batt, attore statunitense
- 1963 - Maurice Benard, attore statunitense
- 1963 - Francesco Biondo Dalla Casapiccola, architetto e scenografo italiano
- 1963 - William Douglas Humia Menezes, ex calciatore brasiliano
- 1963 - Ron Francis, ex hockeista su ghiaccio e dirigente sportivo canadese
- 1963 - Adrian Hadley, rugbista a 15, rugbista a 13 e allenatore di rugby a 15 gallese
- 1963 - Piero Montecchi, ex cestista italiano
- 1963 - Angelo Musone, ex pugile italiano
- 1963 - Peter Ebere Okpaleke, cardinale e vescovo cattolico nigeriano
- 1963 - Ugo Parolo, politico italiano
- 1963 - Pascale Reynaud, attrice francese
- 1963 - Ubaldo Righetti, politico, ex calciatore e allenatore di calcio italiano
- 1963 - Russell Wong, attore e ballerino statunitense
- 1964 - Micky Adriaansens, politica olandese
- 1964 - Sean Gilder, attore britannico
- 1964 - Paul Le Guen, allenatore di calcio, dirigente sportivo e ex calciatore francese
- 1964 - Luis Medina Cantalejo, ex arbitro di calcio spagnolo
- 1964 - Florencio Randazzo, politico argentino
- 1964 - Maurizio Randazzo, ex schermidore italiano
- 1964 - Basma bint Sa'ud Al Sa'ud, principessa e imprenditrice saudita
- 1965 - Charles Beckman, ex tennista statunitense
- 1965 - Booker T, ex wrestler statunitense
- 1965 - Aaron Cox, ex giocatore di football americano statunitense
- 1965 - Mike Dean, produttore discografico statunitense
- 1965 - Chris Eigeman, attore statunitense
- 1965 - Hwangbo Kwan, allenatore di calcio, ex calciatore e dirigente sportivo sudcoreano
- 1965 - Lou Ye, regista e sceneggiatore cinese
- 1965 - Emil Săndoi, allenatore di calcio e ex calciatore rumeno
- 1966 - Susan Auch, ex pattinatrice di velocità su ghiaccio e pattinatrice di short track canadese
- 1966 - Tibor Balog, allenatore di calcio e ex calciatore ungherese
- 1966 - Phillip Blond, teologo inglese
- 1966 - Sergio Carcano, ex ciclista su strada italiano
- 1966 - Paul Hollywood, cuoco e personaggio televisivo britannico
- 1966 - Randy Hultgren, politico statunitense
- 1966 - Trent Kelly, politico statunitense
- 1966 - Ling Guang, ex cestista cinese
- 1966 - Maurizio Pellegrino, dirigente sportivo, allenatore di calcio e ex calciatore italiano
- 1966 - Zoran Slišković, ex calciatore croato
- 1966 - Zack Snyder, regista, sceneggiatore e produttore cinematografico statunitense
- 1966 - Francesco Viganò, giurista italiano
- 1966 - Delphine de Vigan, scrittrice francese
- 1967 - Elena Afanas'eva, ex mezzofondista russa
- 1967 - Luca Becchetti, restauratore italiano
- 1967 - Gilad Bloom, ex tennista israeliano
- 1967 - Tino Bonk, bobbista tedesco
- 1967 - Antonella Carta, giocatrice di calcio a 5 e ex calciatrice italiana
- 1967 - Stuart Conquest, scacchista britannico
- 1967 - George Eads, attore statunitense
- 1967 - Massimo Giovanelli, ex rugbista a 15 e dirigente sportivo italiano
- 1967 - Isabelle Patissier, arrampicatrice francese
- 1967 - Alex Raco, scrittore italiano
- 1967 - Aron Winter, allenatore di calcio e ex calciatore olandese
- 1968 - Darco, artista tedesco
- 1968 - Dario Deidda, bassista e contrabbassista italiano
- 1968 - Vincenzo Diglio, attore e regista teatrale italiano
- 1968 - Eloy Fritsch, musicista e compositore brasiliano
- 1968 - Oleksandr Krykun, ex martellista ucraino
- 1968 - Frédéric Lachkar, attore francese
- 1968 - Sergej Ljačov, ex discobolo russo
- 1968 - Pasquale Logiudice, dirigente sportivo e ex calciatore italiano
- 1968 - Camelia Macoviciuc, ex canottiera romena
- 1968 - Marco Merlo, allenatore di calcio e ex calciatore italiano
- 1968 - Lars Mytting, scrittore e giornalista norvegese
- 1969 - Javier Bardem, attore spagnolo
- 1969 - Marco Barnabino, fotografo italiano
- 1969 - Jana Bode, ex slittinista tedesca
- 1969 - Vincenzo Esposito, allenatore di pallacanestro e ex cestista italiano
- 1969 - Christophe Horlaville, ex calciatore francese
- 1969 - Turki bin Mohammed bin Nasser Al Sa'ud, principe e funzionario saudita
- 1970 - Warren Davidson, politico statunitense
- 1970 - Alessandro Fedrigo, bassista e compositore italiano
- 1970 - Yolanda Griffith, ex cestista e allenatrice di pallacanestro statunitense
- 1970 - Orhan Kaynak, ex calciatore turco
- 1970 - Kim Jeong-gwan, ex schermidore sudcoreano
- 1970 - Carlos María Morales, ex calciatore uruguaiano
- 1970 - Miho Nakayama, cantante, attrice e modella giapponese († 2024)
- 1970 - Leonardo Ricatti, ex calciatore argentino
- 1970 - Darin Strauss, scrittore statunitense
- 1970 - Camelia Voinea, ex ginnasta rumena
- 1971 - Thomas Adès, compositore, pianista e direttore d'orchestra inglese
- 1971 - Cara Buono, attrice statunitense
- 1971 - Brad Falchuk, sceneggiatore, produttore televisivo e regista statunitense
- 1971 - Tyler Hamilton, ex ciclista su strada statunitense
- 1971 - Allen Johnson, ex ostacolista statunitense
- 1971 - Ma Dong-seok, attore sudcoreano
- 1971 - Didrik Marksten, ex sciatore alpino norvegese
- 1971 - Dick Norman, ex tennista belga
- 1971 - Ottavio Oro, militare italiano († 2012)
- 1972 - Luís Cavaco, ex calciatore portoghese
- 1972 - Felecia, ex attrice pornografica statunitense
- 1972 - Fabio Geda, scrittore e educatore italiano
- 1972 - Último Guerrero, wrestler messicano
- 1972 - Andraž Vehovar, ex canoista sloveno
- 1972 - Phonepadith Xayavong, ex calciatore laotiano
- 1972 - Rie Yasumi, poeta giapponese
- 1973 - Sabrina Colle, attrice e modella italiana
- 1973 - Jack Davenport, attore britannico
- 1973 - Céline Dätwyler, ex sciatrice alpina svizzera
- 1973 - Roberto Fineschi, filosofo italiano
- 1973 - Giada Gallina, ex velocista italiana
- 1973 - Peter Harman, presbitero statunitense
- 1973 - Zsolt Hornyák, allenatore di calcio e ex calciatore slovacco
- 1973 - Samuel Ipoua, ex calciatore camerunese
- 1973 - Joe McDonnell, allenatore di rugby a 15 e ex rugbista a 15 neozelandese
- 1973 - Russ Millard, ex cestista statunitense
- 1973 - Ahmed El Sakka, attore egiziano
- 1973 - Ryan Peake, chitarrista, pianista e cantante canadese
- 1973 - Jurģis Pučinskis, allenatore di calcio e ex calciatore lettone
- 1973 - Laurence Sailliet, politica e editorialista francese
- 1973 - Chris Webber, ex cestista statunitense
- 1974 - José Calado, ex calciatore portoghese
- 1974 - Michal Dragoun, compositore di scacchi ceco
- 1974 - Mark-Paul Gosselaar, attore statunitense
- 1974 - Jin Soon-jin, ex calciatore sudcoreano
- 1974 - Radim Kučera, allenatore di calcio e ex calciatore ceco
- 1974 - Alex Magallanes, ex calciatore peruviano
- 1974 - Ed McGuinness, fumettista statunitense
- 1974 - Romina Mondello, attrice italiana
- 1974 - Guillermo Morigi, ex calciatore argentino
- 1974 - Natalia Titova, ballerina russa
- 1974 - Joachim Trier, regista e sceneggiatore norvegese
- 1974 - Yang Hui-seung, ex cestista sudcoreano
- 1975 - Akrobatik, rapper statunitense
- 1975 - Cristian Jeandet, ex calciatore argentino
- 1975 - Rüdiger Kauf, ex calciatore tedesco
- 1975 - Oleksandr Kravčenko, pentatleta ucraino
- 1975 - Pablo Lemoine, ex rugbista a 15 e allenatore di rugby a 15 uruguaiano
- 1975 - Gabriel Lettieri, ex calciatore argentino
- 1975 - Francesco Mazzariol, ex rugbista a 15, allenatore di rugby a 15 e dirigente sportivo italiano
- 1975 - Valentina Monetta, cantante sammarinese
- 1975 - Nikodem Popławski, fisico polacco
- 1975 - Alice Russell, cantante britannica
- 1975 - María José Suárez, modella spagnola
- 1975 - Toni Vidigal, ex calciatore portoghese
- 1976 - Marte Alexander, ex cestista e allenatrice di pallacanestro statunitense
- 1976 - Lorenzo Casini, manager, funzionario e giurista italiano
- 1976 - Alex Debón, pilota motociclistico spagnolo
- 1976 - Serhij Dzyndzyruk, ex pugile ucraino
- 1976 - Begoña García, ex cestista spagnola
- 1976 - Srđan Jovanović, ex cestista serbo
- 1976 - Jaïr Karam, allenatore di calcio e ex calciatore francese
- 1976 - Marc Kühni, ex sciatore alpino svizzero
- 1976 - Luke Mably, attore britannico
- 1976 - Goran Obradović, ex calciatore serbo
- 1976 - Valerio Vermiglio, pallavolista italiano
- 1976 - Tiffany Walker, ex attrice pornografica irlandese
- 1977 - Saleh Bakri, attore palestinese
- 1977 - Bruce Benamran, youtuber e divulgatore scientifico francese
- 1977 - Leszek Blanik, ginnasta polacco
- 1977 - Rens Blom, astista olandese
- 1977 - Thomas Breivik, ex calciatore norvegese
- 1977 - Maksim Buznikin, ex calciatore russo
- 1977 - Esther Cañadas, supermodella e attrice spagnola
- 1977 - Emily Holmes, attrice canadese
- 1977 - Loïc Le Marrec, pallavolista francese
- 1977 - Tobia Loriga, ex pugile italiano
- 1977 - Dejan Nemec, ex calciatore sloveno
- 1977 - Coralie Simmons, ex pallanuotista e allenatrice di pallanuoto statunitense
- 1977 - Daniel Trenton, ex taekwondoka australiano
- 1977 - Rod White, arciere statunitense
- 1978 - Jensen Ackles, attore e ex modello statunitense
- 1978 - Noriyasu Agematsu, compositore e arrangiatore giapponese
- 1978 - Pablo Albertinazzi, ex cestista argentino
- 1978 - Cristian-Silviu Bușoi, politico rumeno
- 1978 - Marcus Di Rollo, ex rugbista a 15 britannico
- 1978 - Erik Flowers, ex giocatore di football americano statunitense
- 1978 - Cristian Ionescu, ex calciatore rumeno
- 1978 - Liya Kebede, supermodella e attrice etiope
- 1978 - Damione Lewis, ex giocatore di football americano e allenatore di football americano statunitense
- 1978 - Z'micer Lichtarovič, allenatore di calcio e ex calciatore bielorusso
- 1978 - Marcus Nilson, ex hockeista su ghiaccio svedese
- 1978 - Stefan Nimke, pistard tedesco
- 1978 - Runar Normann, calciatore norvegese
- 1978 - Licia Nunez, attrice e ex modella italiana
- 1978 - Geoff Owens, ex cestista statunitense
- 1979 - Gavin Glinton, ex calciatore britannico
- 1979 - Mikkel Kessler, ex pugile danese
- 1979 - Sampo Koskinen, ex calciatore finlandese
- 1979 - Adelia Marra, pattinatrice di velocità in-line italiana
- 1979 - Mustafa Mohamed, siepista, mezzofondista e maratoneta svedese
- 1979 - Fernando Montiel, pugile messicano
- 1979 - Khady Ngom, ex cestista senegalese
- 1979 - Samuel Okunowo, ex calciatore nigeriano
- 1979 - Chris Owens, ex cestista statunitense
- 1979 - Giacomo Rigoni, pallavolista italiano
- 1979 - Lucia Scanu, politica italiana
- 1979 - Magüi Serna, ex tennista spagnola
- 1979 - Erik Sundin, ex calciatore svedese
- 1979 - Javier Villarreal, ex calciatore argentino
- 1979 - Katrin Zeller, ex fondista tedesca
- 1980 - Shahid Afridi, crickettista pakistano
- 1980 - Gennaro Bracigliano, allenatore di calcio e ex calciatore francese
- 1980 - Salvatore Calò, ex calciatore svizzero
- 1980 - Carlos Curbelo, politico statunitense
- 1980 - Diego Gavilán, ex calciatore paraguaiano
- 1980 - Rhys Griffiths, calciatore gallese
- 1980 - Sercan Güvenışık, ex calciatore turco
- 1980 - Lars Lafton, ex calciatore norvegese
- 1980 - Anna Semenovič, pattinatrice, ballerina e cantante russa
- 1980 - Djimi Traoré, allenatore di calcio e ex calciatore maliano
- 1980 - Rudolf Urban, calciatore slovacco
- 1981 - Pierluigi De Felice, velista italiano
- 1981 - Ana Hickmann, modella, conduttrice televisiva e blogger brasiliana
- 1981 - Aneka Kerr, ex cestista neozelandese
- 1981 - Kim Dong-soo, videogiocatore sudcoreano
- 1981 - Adam LaVorgna, attore statunitense
- 1981 - Jorrie Muller, ex rugbista a 15 e allenatore di rugby a 15 sudafricano
- 1981 - Erin Phenix, ex nuotatrice statunitense
- 1981 - Will Power, pilota automobilistico australiano
- 1981 - Sergio Sánchez Cárdenas, ex cestista spagnolo
- 1981 - Julio César Serrano, ex calciatore argentino
- 1981 - Robinson Stévenin, attore francese
- 1981 - Ottó Szabó, ex calciatore slovacco
- 1981 - Raciel Torres, calciatore cubano († 2013)
- 1982 - Pilou Asbæk, attore danese
- 1982 - Roberto Battión, ex calciatore argentino
- 1982 - Enrique Corrales, ex calciatore spagnolo
- 1982 - Travis Diener, ex cestista statunitense
- 1982 - Danuta Dmowska, ex schermitrice polacca
- 1982 - Leryn Franco, giavellottista e modella paraguaiana
- 1982 - Kim Min-hee, attrice e modella sudcoreana
- 1982 - Kathleen Olsovsky, ex pallavolista e dirigente sportiva statunitense
- 1982 - Juanma Ortiz, ex calciatore spagnolo
- 1982 - Aleksandr Sokolov, ex pallavolista russo
- 1982 - Manuela Spartà, attrice italiana
- 1982 - Wojciech Szymanek, ex calciatore polacco
- 1983 - Daniel Carvalho, ex calciatore brasiliano
- 1983 - Claudio Coralli, calciatore italiano
- 1983 - Elán, cantante messicana
- 1983 - Molly Engstrom, hockeista su ghiaccio statunitense
- 1983 - Nathan Fake, musicista britannico
- 1983 - Kensuke Ushio, compositore giapponese
- 1983 - Mary Kom, pugile indiana
- 1983 - Mirko Kovač, ex cestista serbo
- 1983 - Ole Magnus Kulbeck, ex sciatore alpino norvegese
- 1983 - Lindsay Mendez, attrice e cantante statunitense
- 1983 - Lupita Nyong'o, attrice messicana
- 1983 - Giacomo Palazzesi, chitarrista italiano
- 1983 - Davey Richards, ex wrestler statunitense
- 1983 - Song Suk-woo, ex pattinatore di short track sudcoreano
- 1983 - Hideo Tanaka, ex calciatore giapponese
- 1983 - Shawn Toovey, attore statunitense
- 1983 - Melaine Walker, ostacolista giamaicana
- 1983 - Maxi Warwel, attrice tedesca
- 1983 - Stanka Zlateva, lottatrice bulgara
- 1984 - Basir Ahang, poeta, giornalista e attivista afghano
- 1984 - Khalifa Ayil Al-Naufli, ex calciatore omanita
- 1984 - Claudio Bieler, calciatore argentino
- 1984 - Rob Brown, attore e personaggio televisivo statunitense
- 1984 - Ryvon Covile, ex cestista statunitense
- 1984 - Deleu, calciatore brasiliano
- 1984 - Dmitrij Dobroskok, tuffatore russo
- 1984 - Al-Sayed Hamdy, ex calciatore egiziano
- 1984 - Brandon Heath, ex cestista statunitense
- 1984 - Patrick Helmes, ex calciatore tedesco
- 1984 - Samuel Hnanyine, calciatore francese
- 1984 - Boško Janković, ex calciatore serbo
- 1984 - Søren Jensen, ex calciatore danese
- 1984 - Tomáš Kóňa, calciatore slovacco
- 1984 - Sanharib Malki, ex calciatore siriano
- 1984 - Thuso Mpuang, ex velocista sudafricano
- 1984 - David Paul Murphy, ex calciatore inglese
- 1984 - Jeremy Richardson, ex cestista statunitense
- 1984 - Björn Runström, ex calciatore svedese
- 1984 - Dominic Salcido, pugile statunitense
- 1984 - Samuel San José, ex calciatore spagnolo
- 1984 - Anon Sangsanoi, calciatore thailandese
- 1984 - Alexander Steen, hockeista su ghiaccio canadese
- 1985 - Tha'er Bawab, calciatore giordano
- 1985 - Terenzo Bozzone, triatleta neozelandese
- 1985 - Dario Giuseppetti, pilota motociclistico tedesco
- 1985 - Oscar Guerrero, ex calciatore colombiano
- 1985 - Michael Conner Humphreys, attore e militare statunitense
- 1985 - Kang Young-mi, schermitrice sudcoreana
- 1985 - Notsetselo Magongo, regina swazilandese
- 1985 - Maarten Neyens, ex ciclista su strada belga
- 1985 - Andreas Ottl, ex calciatore tedesco
- 1985 - Nauzet Pérez, calciatore spagnolo
- 1985 - Rufino Segovia del Burgo, ex calciatore spagnolo
- 1985 - Mohanad Salem, ex calciatore emiratino
- 1985 - Yun Ok-hee, arciera sudcoreana
- 1985 - Léia da Silva, pallavolista brasiliana
- 1986 - Maximiliano Bajter, ex calciatore uruguaiano
- 1986 - George Baysah, ex calciatore liberiano
- 1986 - Big E, wrestler statunitense
- 1986 - José Carvallo, calciatore peruviano
- 1986 - Ida Gard, cantante danese
- 1986 - Ayumu Gorōmaru, ex rugbista a 15 giapponese
- 1986 - Sylwia Jaśkowiec, ex fondista polacca
- 1986 - Ajsel Kujović, ex calciatore svedese
- 1986 - Radosław Marcinkiewicz, lottatore polacco
- 1986 - Jonathan Spector, ex calciatore statunitense
- 1986 - Oleh Yutgof, attore ucraino
- 1986 - Fabrizio Zambrella, ex calciatore svizzero
- 1987 - Abdulaziz Hamsal, ex calciatore saudita
- 1987 - Luciano Aued, ex calciatore argentino
- 1987 - Kesha, cantautrice e attivista statunitense
- 1987 - Kyle O'Reilly, wrestler canadese
- 1987 - K.C. Rivers, cestista statunitense
- 1987 - Sammie, cantante statunitense
- 1987 - Flavio Santos, calciatore messicano
- 1987 - Chaitanya Tamhane, regista e sceneggiatore indiano
- 1987 - Emma Twigg, canottiera neozelandese
- 1987 - Ondřej Vrzal, calciatore ceco
- 1988 - Dudu Biton, ex calciatore israeliano
- 1988 - Vincenzo Boni, nuotatore italiano
- 1988 - Alessandro Castagnoli, ex rugbista a 15 italiano
- 1988 - Yasmani Duk, calciatore boliviano
- 1988 - Óliver Fula, ex calciatore colombiano
- 1988 - Giorgia Galletti, calciatrice italiana
- 1988 - Rachael Henley, attrice inglese
- 1988 - Lindsay Japal, modella britannica
- 1988 - Dick Kauma, calciatore francese
- 1988 - Curtis Marsh, giocatore di football americano statunitense
- 1988 - Marcin Pietrowski, calciatore polacco
- 1988 - Nolan Roux, ex calciatore francese
- 1988 - Enzo Scorza, calciatore uruguaiano
- 1988 - Michal Škoda, calciatore ceco
- 1988 - Jarvis Varnado, cestista statunitense
- 1988 - Vadims Žuļevs, ex calciatore lettone
- 1989 - Sébastien Bruzzese, calciatore belga
- 1989 - Jack Clarke, pilota automobilistico britannico
- 1989 - Tenille Dashwood, wrestler australiana
- 1989 - Mason Foster, giocatore di football americano statunitense
- 1989 - Matthew Gotrel, canottiere britannico
- 1989 - Daniele Greco, triplista italiano
- 1989 - Ilias Haddad, calciatore olandese
- 1989 - Natsuko Hara, ex calciatrice giapponese
- 1989 - Robert Herrera, calciatore uruguaiano
- 1989 - Stanislav Horuna, karateka ucraino
- 1989 - Guðmundur Kristjánsson, calciatore islandese
- 1989 - Armando Sosa Peña, calciatore spagnolo
- 1989 - Otmara Marrero, attrice statunitense
- 1989 - Canon, rapper statunitense
- 1989 - Mert Günok, calciatore turco
- 1989 - Daniella Monet, attrice e conduttrice televisiva statunitense
- 1989 - Abel Peralta, calciatore argentino
- 1989 - Michaël Perrier, ex calciatore svizzero
- 1989 - Kris Richard, cestista statunitense
- 1989 - Dontae Richards-Kwok, velocista canadese
- 1989 - Sean Rooney, ex calciatore australiano
- 1989 - Gregor Ropret, pallavolista sloveno
- 1989 - Karl-Erik Taukar, cantante e conduttore televisivo estone
- 1989 - Phillip Thomas, giocatore di football americano statunitense
- 1989 - Emeraude Toubia, attrice, conduttrice televisiva e modella statunitense
- 1989 - Carlos Vela, ex calciatore messicano
- 1989 - Alexis Wangmene, cestista camerunese
- 1990 - Qandeel Baloch, attrice, modella e blogger pakistana († 2016)
- 1990 - Benjamin Boulenger, calciatore francese
- 1990 - Franco Paese, pallavolista brasiliano
- 1990 - Jessica Cecchini, modella italiana
- 1990 - Rosalba Cimino, politica italiana
- 1990 - Alexandru Ciucur, ex calciatore rumeno
- 1990 - Andries Coetzee, rugbista a 15 sudafricano
- 1990 - Krystle D'Souza, attrice indiana
- 1990 - Marco Del Lungo, pallanuotista italiano
- 1990 - Harry Eden, attore britannico
- 1990 - Tadas Eliošius, calciatore lituano
- 1990 - Carlos Garcés, calciatore ecuadoriano
- 1990 - Anes Haurdić, ex calciatore bosniaco
- 1990 - Li Runming, pallavolista cinese
- 1990 - James Lomas, ballerino e attore britannico
- 1990 - Lucas Sasha, calciatore brasiliano
- 1990 - Loic Mabanza, ballerino, attore e modello francese
- 1990 - Eric Mathoho, ex calciatore sudafricano
- 1990 - Ronald Nored, ex cestista e allenatore di pallacanestro statunitense
- 1990 - Bruno Peres, calciatore brasiliano
- 1990 - Melissa Reese, compositrice e tastierista statunitense
- 1990 - Brendan Robinson, attore statunitense
- 1990 - Valentinos Sielīs, ex calciatore cipriota
- 1990 - Serita Solomon, ostacolista britannica
- 1990 - Zhang Nan, giocatore di badminton cinese
- 1991 - Mathias Autret, calciatore francese
- 1991 - Milad Beigi, taekwondoka iraniano
- 1991 - Gonzalo Orlando Díaz, calciatore argentino
- 1991 - Rubén Fernández Andújar, ciclista su strada spagnolo
- 1991 - José Antonio Fernández Castellano, giocatore di calcio a 5 spagnolo
- 1991 - Ekaterina Guliyev, mezzofondista russa
- 1991 - Florian Hübner, calciatore tedesco
- 1991 - Jia Zongyang, sciatore freestyle cinese
- 1991 - Christian Kouakou, calciatore ivoriano
- 1991 - Sulejman Krpić, calciatore bosniaco
- 1991 - Zabit Magomedšaripov, artista marziale misto russo
- 1991 - Marvin Monterrosa, calciatore salvadoregno
- 1991 - William Morais, calciatore brasiliano († 2011)
- 1991 - Dejan Musli, cestista serbo
- 1991 - Ussama Nancuta Mutumane, calciatore mozambicano
- 1991 - Antto Nikkarinen, cestista finlandese
- 1991 - Francesco Pavone, ex nuotatore italiano
- 1991 - Ciprian Rus, calciatore rumeno
- 1991 - José Ruvalcaba, tuffatore messicano
- 1991 - Alex Soares, calciatore portoghese
- 1991 - Sophie Stuckey, attrice britannica
- 1991 - Chiara Voloninno, calciatrice italiana
- 1991 - Richard de Oliveira Costa, calciatore brasiliano
- 1992 - Rohit Chand, calciatore nepalese
- 1992 - Harold Cummings, calciatore panamense
- 1992 - Alwyn George, calciatore indiano
- 1992 - Robert Heyer, ex cestista statunitense
- 1992 - Mohamed Ibrahim, calciatore egiziano
- 1992 - Julien Lopez, calciatore francese
- 1992 - Khyle Marshall, ex cestista e allenatore di pallacanestro statunitense
- 1992 - Édouard Mendy, calciatore francese
- 1992 - Joao Plata, calciatore ecuadoriano
- 1992 - Juan Camilo Saiz, calciatore colombiano
- 1992 - Martin Sladký, calciatore ceco
- 1992 - Dylan Teuns, ciclista su strada belga
- 1992 - Tomas Walsh, pesista neozelandese
- 1993 - Juan Bernat, calciatore spagnolo
- 1993 - Carraça, calciatore portoghese
- 1993 - Jandrei, calciatore brasiliano
- 1993 - Michael Conforto, giocatore di baseball statunitense
- 1993 - Corrado De Stefani, golfista italiano
- 1993 - Majok Deng, cestista sudsudanese
- 1993 - Dimităr Dimitrov, cestista bulgaro
- 1993 - Zinedine Ferhat, calciatore algerino
- 1993 - Lukas Fernandes, ex calciatore danese
- 1993 - Curtis Good, calciatore australiano
- 1993 - Tin Karamatić, calciatore croato
- 1993 - Yannic Kiehl, giocatore di football americano tedesco
- 1993 - Wonho, cantante sudcoreano
- 1993 - Alison Lopes Ferreira, calciatore brasiliano
- 1993 - Carlos Luque, ex calciatore argentino
- 1993 - Josh McEachran, calciatore inglese
- 1993 - Lucas Melano, calciatore argentino
- 1993 - Edrick Menjívar, calciatore honduregno
- 1993 - Annette Jacky Messomo, calciatrice camerunese
- 1993 - Grace Moloney, calciatrice irlandese
- 1993 - Justin Ndikumana, calciatore burundese
- 1993 - Philipp Prosenik, ex calciatore austriaco
- 1993 - Victor Rask, hockeista su ghiaccio svedese
- 1993 - Roman Rees, biatleta tedesco
- 1993 - Gwion Edwards, calciatore gallese
- 1993 - David Smith, calciatore scozzese
- 1993 - Chanatip Sonkham, taekwondoka thailandese
- 1993 - Ivan Tomičić, allenatore di calcio e ex calciatore croato
- 1993 - Rodrigo Ureña, calciatore cileno
- 1993 - Jordan Veretout, calciatore francese
- 1994 - Eiji Akaso, attore e modello giapponese
- 1994 - Zana Allée, calciatore francese
- 1994 - Robert Aġasaryan, scacchista armeno
- 1994 - David Babunski, calciatore macedone
- 1994 - Beau Beech, cestista statunitense
- 1994 - Justin Bieber, cantautore e musicista canadese
- 1994 - Catriona Bisset, mezzofondista australiana
- 1994 - Mouhammed-Ali Dhaini, calciatore svedese
- 1994 - Siositina Hakeai, discobola neozelandese
- 1994 - Tyreek Hill, giocatore di football americano e velocista statunitense
- 1994 - Angelo Miceli, hockeista su ghiaccio canadese
- 1994 - Hassan Ali Mohamed, ex calciatore somalo
- 1994 - Park Bo-ram, cantante sudcoreana († 2024)
- 1994 - Maximilian Philipp, calciatore tedesco
- 1994 - Camille Razat, modella e attrice francese
- 1994 - José Romário Silva de Souza, calciatore brasiliano
- 1994 - Witchawet Ua-ampon, cantante, musicista e attore thailandese
- 1994 - Brenner Marlos Varanda de Oliveira, calciatore brasiliano
- 1994 - Adriana Viñas, pallavolista portoricana
- 1994 - Randy Vock, lottatore svizzero
- 1994 - Xu Ruoya, pallavolista cinese
- 1994 - Yang Jie, pallavolista cinese
- 1995 - Hussein Ibrahim Adan, ex calciatore somalo
- 1995 - Nemanja Bosančić, calciatore serbo
- 1995 - João Carlos Cardoso Santo, calciatore brasiliano
- 1995 - Enzo Couacaud, tennista francese
- 1995 - Wessel Dammers, calciatore olandese
- 1995 - Roy Gelmi, calciatore svizzero
- 1995 - Kevin Gutiérrez, ex calciatore messicano
- 1995 - Nassourdine Imavov, artista marziale misto francese
- 1995 - Elín Metta Jensen, calciatrice islandese
- 1995 - Genta Miura, calciatore giapponese
- 1995 - Danny Mullen, calciatore scozzese
- 1995 - Lubambo Musonda, calciatore zambiano
- 1995 - William Parra, calciatore colombiano
- 1995 - Giulia Segalini, calciatrice italiana
- 1995 - Quinton Stephens, ex cestista statunitense
- 1996 - Elizabeth Arnot, calciatrice scozzese
- 1996 - Yamila Badell, calciatrice uruguaiana
- 1996 - Nicolás Benegas, calciatore argentino
- 1996 - Kévin Malpon, calciatore francese
- 1996 - Toni Filipi, pugile croato
- 1996 - Laia Flores, cestista spagnola
- 1996 - Aleksej Gasilin, ex calciatore russo
- 1996 - Harry Laidlaw, sciatore alpino australiano
- 1996 - Mohamed Daud Mohamed, mezzofondista somalo
- 1996 - Sadegh Moharrami, calciatore iraniano
- 1996 - Sage Northcutt, artista marziale misto statunitense
- 1996 - Agwa Okuot Obiech, calciatore norvegese
- 1996 - Brando Pacitto, attore italiano
- 1996 - Veronica Yoko Plebani, canoista, snowboarder e triatleta italiana
- 1996 - Roger, calciatore brasiliano
- 1996 - Rubio Rubin, calciatore statunitense
- 1996 - Gilles Senn, hockeista su ghiaccio svizzero
- 1996 - Julia Taubitz, slittinista tedesca
- 1996 - Luis Vásquez, calciatore colombiano
- 1996 - Jackson White, attore statunitense
- 1996 - Ye Shiwen, nuotatrice cinese
- 1997 - Manuel Ferrara, giornalista italiano
- 1997 - Andrej Fábry, calciatore slovacco
- 1997 - Kevin Givens, giocatore di football americano statunitense
- 1997 - Johan Jacobs, ciclista su strada e ciclocrossista svizzero
- 1997 - Klauss, calciatore brasiliano
- 1998 - Etienne Amenyido, calciatore tedesco
- 1998 - Sherif Kallaku, calciatore albanese
- 1998 - Joseph O'Brien, canottiere australiano
- 1998 - Niklas Schmidt, calciatore tedesco
- 1998 - Tai Xiaohu, tuffatore cinese
- 1998 - Tengku Muhammad Ismail, principe malese
- 1998 - Aleksandr Šul'ginov, pattinatore di short track russo
- 1999 - Andrea Hristov, calciatore bulgaro
- 1999 - Rudy Barrientos, calciatore guatemalteco
- 1999 - Martín Calderón, calciatore spagnolo
- 1999 - Petko Hristov, calciatore bulgaro
- 1999 - Sophia Junk, velocista tedesca
- 1999 - Joanet, calciatore spagnolo
- 1999 - Larissa Pimenta, judoka brasiliana
- 1999 - Sam Riffice, tennista statunitense
- 1999 - Patrick Sequeira, calciatore costaricano
- 1999 - Naorem Mahesh Singh, calciatore indiano
- 1999 - Justin Smith, cestista statunitense
- 1999 - Eric Stokes, giocatore di football americano statunitense
- 1999 - Fernando dos Santos Pedro, calciatore brasiliano
- 2000 - Philippe Almeida Costa, calciatore brasiliano
- 2000 - Moisés Andriassi, cestista messicano
- 2000 - Devora Avramova, mezzofondista bulgara
- 2000 - Riccardo Capellini, calciatore italiano
- 2000 - Ja'Marr Chase, giocatore di football americano statunitense
- 2000 - Ahmed El-Gendy, pentatleta egiziano
- 2000 - Brian Ferrares, calciatore uruguaiano
- 2000 - Niklas Hartweg, biatleta svizzero
- 2000 - Ahmed Kutucu, calciatore turco
- 2000 - Marcelino Núñez, calciatore cileno
- 2000 - Colby Sorsdal, giocatore di football americano statunitense
- 2000 - Agustín Toledo, calciatore argentino
- 2000 - Nika Tomšič, sciatrice alpina slovena
- 2000 - Rômulo Zwarg, calciatore brasiliano

## XXI secolo(41)
- 2001 - Kleis Bozhanaj, calciatore albanese
- 2001 - Ethan Brooks, calciatore sudafricano
- 2001 - Agon Elezi, calciatore macedone
- 2001 - Anel Husic, calciatore svizzero
- 2001 - Hamza Alaa, calciatore egiziano
- 2001 - Calijah Kancey, giocatore di football americano statunitense
- 2001 - Matheus Nunes Fagundes de Araújo, calciatore brasiliano
- 2001 - Jesús Owono, calciatore equatoguineano
- 2001 - Vinícius Paiva, calciatore brasiliano
- 2001 - Benjamín Rojas, calciatore cileno
- 2001 - Facundo Sanguinetti, calciatore argentino
- 2001 - Raúl Torrente, calciatore spagnolo
- 2001 - Charles Weerts, pilota automobilistico belga
- 2001 - Andrej Đokanović, calciatore bosniaco
- 2002 - Ali Al-Hamadi, calciatore iracheno
- 2002 - Hussein Ali, calciatore svedese
- 2002 - Efe Bayram, pallavolista turco
- 2002 - Dion Drena Beljo, calciatore croato
- 2002 - Jamie Hamilton, calciatore scozzese
- 2002 - Arthur Kaluma, cestista statunitense
- 2002 - Pablo López, calciatore uruguaiano
- 2002 - Nick Pünter, snowboarder svizzero
- 2003 - Coniah Boyce-Clarke, calciatore giamaicano
- 2003 - William Bøving, calciatore danese
- 2003 - Adam Gaži, calciatore slovacco
- 2003 - Maren Kirkeeide, biatleta norvegese
- 2003 - Guilherme Santos, nuotatore brasiliano
- 2003 - Park Chang-woo, calciatore sudcoreano
- 2003 - Max Poole, ciclista su strada britannico
- 2003 - Vinícius Kauê, calciatore brasiliano
- 2003 - Emerson Ruíz, calciatore venezuelano
- 2003 - Millicent Simmonds, attrice statunitense
- 2004 - Egor Pogostnov, calciatore russo
- 2004 - Hampus Skoglund, calciatore svedese
- 2005 - Amina Elfeky, nuotatrice artistica egiziana
- 2005 - Emile Hafashimana, mezzofondista burundese
- 2005 - Loris Lenzlinger, giocatore di football americano svizzero
- 2005 - Igor Serrote, calciatore brasiliano
- 2006 - Alice Pagliarini, velocista italiana
- 2007 - Claire Weinstein, nuotatrice statunitense
- 2010 - Tychon Černjajev, scacchista ucraino

## Senza anno specificato(4)
- João Goulart, avvocato e politico brasiliano († 1976)
- Marco Valerio Marziale, poeta romano († 104)
- Misa, cantante e attrice giapponese
- Macario Sakay, rivoluzionario, generale e mercante filippino († 1907)